# 1957年の日本公開映画
- 映画 > 映画の一覧 > 年度別日本公開映画 > 1957年の日本公開映画
- 映画 > 1957年の映画 > 1957年の日本公開映画

1957年の日本公開映画（1957ねんのにほんこうかいえいが）では、1957年（昭和32年）1月1日から同年12月31日までに日本で商業公開された映画の一覧を記載。作品名の右の丸括弧内は製作国を示す。
記載の凡例については年度別日本公開映画#凡例を参照

## 作品一覧

### 1月
- 3日
  - 命知らずの男 ( アメリカ合衆国)
  - お転婆三人姉妹 踊る太陽 ( 日本)
- 4日
  - 友情ある説得 ( アメリカ合衆国)
- 5日
  - テーブル・ロックの決闘 ( アメリカ合衆国)
- 9日
  - 歌う不夜城 ( 日本)
  - 東京よいとこ ( 日本)
- 15日
  - 蜘蛛巣城 ( 日本)
  - 屋根 ( イタリア)
- 22日
  - 八月十五夜の茶屋 ( アメリカ合衆国)

### 2月
- 5日
  - 夏の夜は三たび微笑む( スウェーデン)
- 16日
  - インカ王国の秘宝( アメリカ合衆国)
  - やさしく愛して( アメリカ合衆国)
- 21日
  - 大空の凱歌( アメリカ合衆国)
- 23日
  - 遥かなる国から来た男( フランス)
- 27日
  - 黄色いからす( 日本)

### 3月
- 1日
  - ノートルダムのせむし男 ( フランス)
- 3日
  - 大阪物語( 日本)
- 4日
  - 米( 日本)
- 20日
  - 朱雀門( 日本)

### 4月
- 2日
  - 追想 ( アメリカ合衆国)
- 3日
  - ジャズ娘誕生( 日本)
  - 浪人街( 日本)
- 12日
  - 荒鷲の翼 ( アメリカ合衆国)
- 17日
  - 三人のあらくれ者 ( アメリカ合衆国)
- 19日
  - ロケット・パイロット ( アメリカ合衆国)
- 22日
  - 二十七人の漂流者 ( イギリス)
- 26日
  - 罪と罰( フランス)
- 27日
  - 雪国( 日本)
- 29日
  - 明治天皇と日露大戦争( 日本)

### 5月
- 1日
  - 雨を降らす男 ( アメリカ合衆国)
- 3日
  - 無法の王者ジェシイ・ジェイムス ( アメリカ合衆国)
- 5日
  - 機関車大追跡 ( アメリカ合衆国)
- 22日
  - あらくれ( 日本)
- 25日
  - 道 ( イタリア)
- 28日
  - 永すぎた春( 日本)
- 31日
  - ながれ者 ( アメリカ合衆国)

### 6月
- 18日
  - 島の女( アメリカ合衆国)
- 22日
  - 七人の無頼漢( アメリカ合衆国)
- 25日
  - 異母兄弟( 日本)

### 7月
- 3日
  - OK牧場の決斗 ( アメリカ合衆国)
- 13日
  - 大当り三色娘( 日本)
  - 琴の爪( 日本)
- 14日
  - 幕末太陽傳( 日本)
- 30日
  - 危険な英雄( 日本)

### 8月
- 6日
  - 阿波おどり 鳴門の海賊( 日本)
  - 憲兵とバラバラ死美人( 日本)
- 10日
  - 大忠臣蔵( 日本)
- 11日
  - 水戸黄門( 日本)
- 13日
  - 白夜の妖女[2] ( 日本)
- 15日
  - 翼よ! あれが巴里の灯だ （ アメリカ合衆国）[3]
  - 昼下りの情事 （ アメリカ合衆国）[4][3]
- 29日
  - 金髪の悪魔 （ アメリカ合衆国）

### 9月
- 1日
  - 挽歌( 日本)
- 23日
  - 赤い矢 （ アメリカ合衆国）
- 28日
  - 決断の3時10分 （ アメリカ合衆国）
  - パリの恋人 （ アメリカ合衆国）[5]
- 29日
  - 爆音と大地( 日本)
  - 鷲と鷹( 日本)

### 10月
- 1日
  - 太夫さんより 女体は哀しく( 日本)
  - 喜びも悲しみも幾歳月( 日本)
- 6日
  - リラの門( フランス)
- 15日
  - 純愛物語( 日本)
- 22日
  - 俺は待ってるぜ( 日本)
  - めぐり逢い( アメリカ合衆国)
- 29日
  - 下町( 日本)
  - 美徳のよろめき( 日本)

### 11月
- 2日
  - 千の顔を持つ男( アメリカ合衆国)
- 3日
  - 底抜けふんだりけったり(ふんだりけったり)( アメリカ合衆国)
- 6日
  - 間奏曲( アメリカ合衆国)
- 7日
  - 南部の反逆者( アメリカ合衆国)
- 9日
  - カビリアの夜( イタリア)
- 23日
  - 小さな無法者( アメリカ合衆国)
- 26日
  - 気違い部落( 日本)
- 27日
  - 赤い河の逆襲( アメリカ合衆国)
  - イグアナの夜( アメリカ合衆国)
  - 陽はまた昇る( アメリカ合衆国)

### 12月
- 10日
  - 現金に体を張れ( アメリカ合衆国)
- 20日
  - サヨナラ( アメリカ合衆国)
- 21日
  - 殿方ご免遊ばせ( フランス/ イタリア)
- 22日
  - 戦場にかける橋( イギリス/ アメリカ合衆国)
- 24日
  - 菩提樹( イギリス)
- 26日
  - 嵐を呼ぶ男( 日本)